# Motor diésel
El motor diésel es un tipo de motor térmico de combustión interna conocido por su principio de funcionamiento basado en la autoignición del combustible. Este principio se debe a las altas temperaturas generadas por una elevada relación de compresión, como se rige en el ciclo Diesel. Los motores diésel pueden funcionar con diversos combustibles, desde el tradicional gasóleo hasta aceites pesados derivados del petróleo y, en algunos casos, aceites vegetales, como el aceite de girasol o el aceite de cacahuete.
Además de su versatilidad en cuanto a combustibles, estos motores destacan por su eficiencia termodinámica. Los diseños más avanzados pueden alcanzar valores de rendimiento termodinámico comprendidos entre el 50 y 60%. Este alto rendimiento es especialmente notorio en motores de bajas rpm y alto desplazamiento, lo que representa una eficiencia excepcional en comparación con la mayoría de los motores de combustión interna. Desde su creación, el motor diésel ha sido utilizado en numerosas aplicaciones industriales y en el transporte.

## Historia

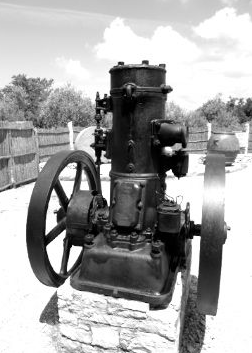
Un antiguo motor diésel estacionario de un único cilindro

Fue inventado en 1893 por el ingeniero alemán Rudolf Diesel, empleado de la firma MAN SE, que por aquellos años ya estaba en la producción de motores y vehículos de carga de rango pesado.
Rudolf Diesel estudiaba los motores de alto rendimiento térmico, con el uso de combustibles alternativos en los motores de combustión interna para reemplazar a los viejos motores de vapor que eran poco eficientes, muy pesados y costosos. Su invento le costó muy caro, ya que sufrió un accidente que les provocó lesiones a él y a sus colaboradores, incluso casi le costó la vida a causa de la explosión de uno de sus motores experimentales.
Durante años, Rudolf Diesel trabajó para poder utilizar otros combustibles diferentes a la gasolina, basados en principios de los motores de compresión sin ignición por bujía, cuyos orígenes se remontan a la máquina de vapor y que poseen una mayor prestación. Así fue como en 1897, MAN SE produjo el primer motor conforme a los estudios de Rudolf Diesel, encontrando para su funcionamiento un combustible poco volátil, que por aquellos años era muy utilizado, el llamado aceite liviano, más conocido como fueloil, que se utilizaba para alumbrar las lámparas de la calle.

## Partes

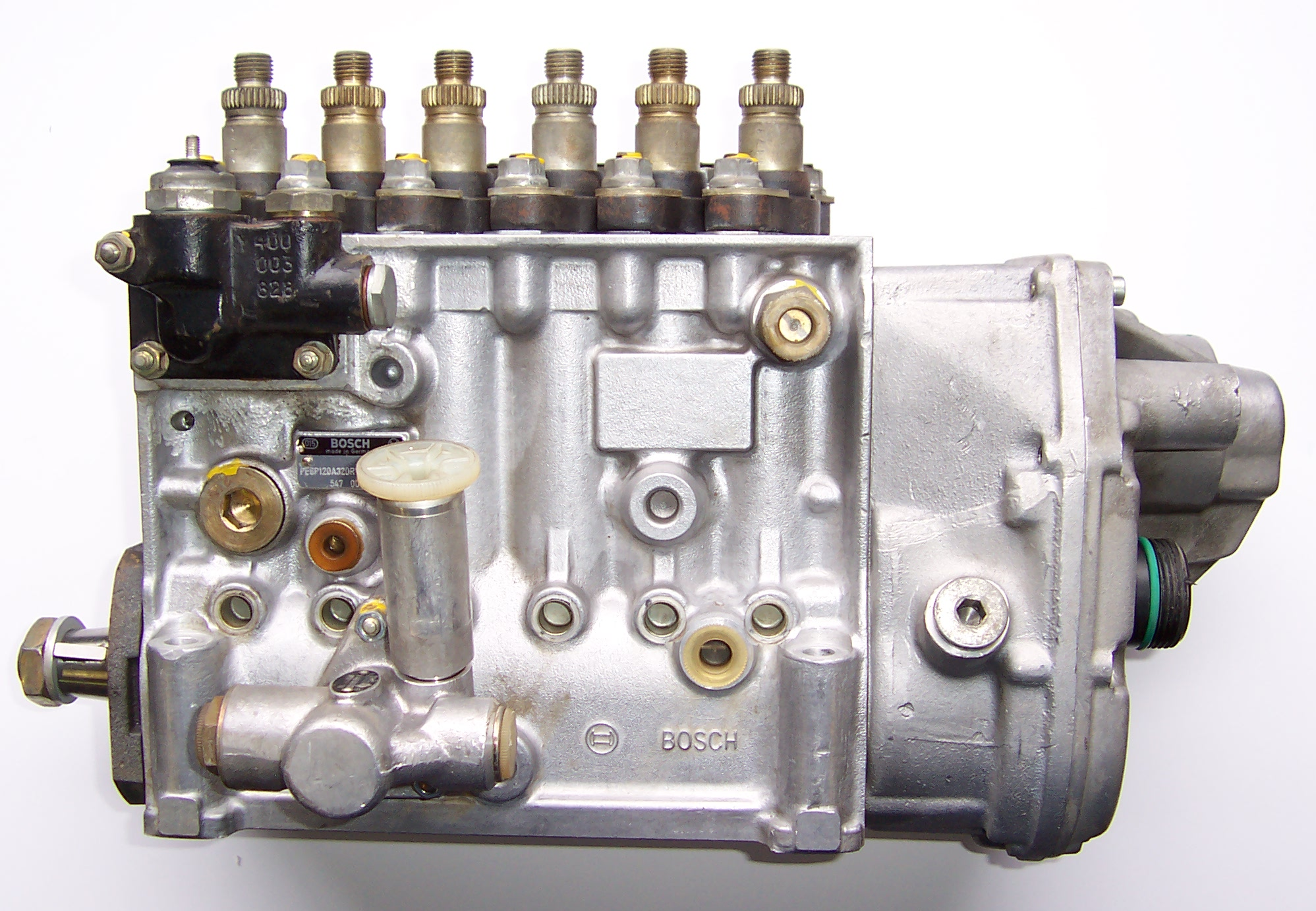
Bomba inyectora en línea

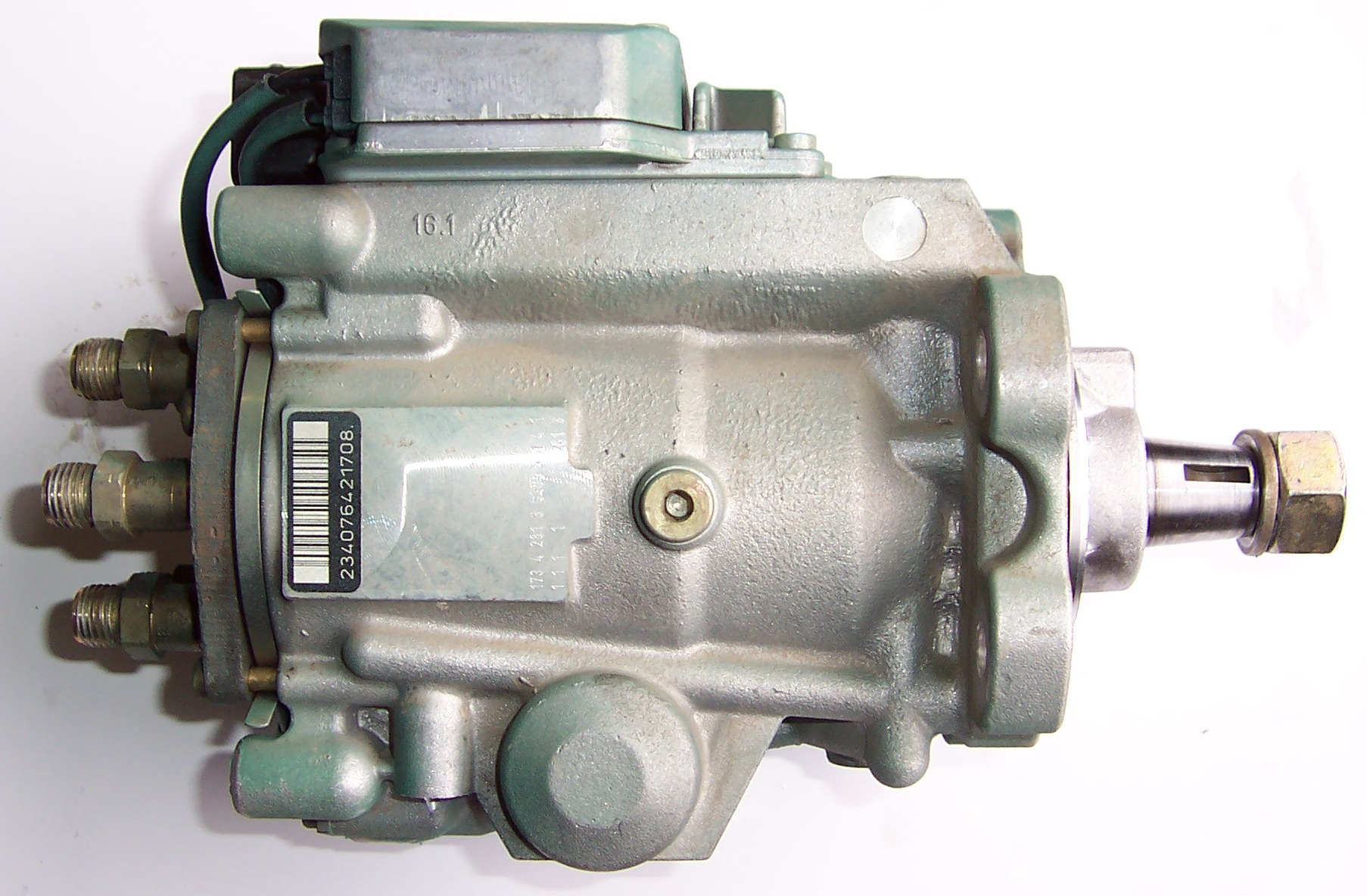
Bomba inyectora rotativa

El motor diésel de cuatro tiempos está formado básicamente por las siguientes piezas, muchas de las cuales son compartidas con un motor de gasolina:
- Árbol de levas: Controla la apertura y cierre de las válvulas y sincroniza el funcionamiento del motor.
- Culata: Cubre la parte superior del motor y contiene las válvulas y árbol de levas.
- Válvulas: Regulan el flujo de aire y combustible hacia la cámara de combustión y la salida de los gases de escape.
- Bloque del motor: La estructura principal del motor que aloja los cilindros y proporciona soporte a otras partes.
- Segmentos: Anillos que sellan los pistones contra la pared del cilindro para evitar pérdidas de presión.
- Pistón: Se desplaza hacia arriba y hacia abajo en el cilindro, generando energía a partir de la combustión.
- Bielas: Conectan los pistones con el cigüeñal, transmitiendo la energía generada por los pistones al cigüeñal.
- Cigüeñal: Convierte el movimiento lineal de los pistones en un movimiento rotativo que impulsa el vehículo.
- Volante: Ayuda a suavizar la rotación del cigüeñal y almacena energía cinética.
- Cárter: Contiene el aceite del motor y actúa como estructura de soporte.

Además de estas piezas comunes, los motores diésel también incluyen componentes específicos:
- Bomba inyectora: Suministra combustible al cilindro en el momento adecuado, puede ser de tipo mecánico o electrónica.
- Ductos: Canales por los que circula el aire y el combustible dentro del motor.
- Inyectores: Rocían el combustible en la cámara de combustión en forma de finas gotas para una mejor ignición.
- Bomba de transferencia: Transfiere combustible desde el tanque al sistema de inyección.
- Toberas: Ayudan a atomizar el combustible antes de la inyección.
- Bujía de precalentamiento: Se utilizan en motores diésel para calentar el aire antes de la compresión, especialmente en condiciones frías.
- Filtro de partículas: Ayuda a reducir las emisiones de partículas contaminantes en los motores diésel, específico para ciclo diésel.

Estas piezas en conjunto permiten que el motor diésel funcione de manera eficiente y proporcione la potencia necesaria para una variedad de aplicaciones, desde automóviles hasta maquinaria industrial.

## Principio de funcionamiento

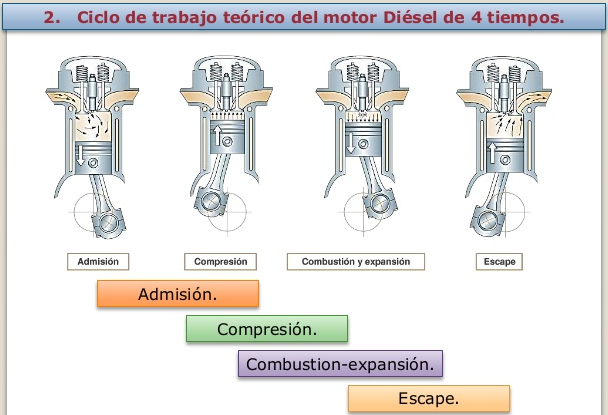
Ciclo diésel de 4 tiempos

El motor diésel funciona mediante la ignición o encendido del combustible al ser inyectado muy pulverizado y con alta presión en una cámara de combustión o precámara, en el caso de inyección indirecta, que contiene aire a una temperatura superior a la temperatura de autocombustión, sin necesidad de chispa como en los motores de gasolina. Este proceso es lo que se llama la autoinflamación. A continuación, se detalla el proceso:
1. Compresión: El motor diésel opera en un ciclo de cuatro tiempos, y el proceso comienza con la compresión. El aire es aspirado y comprimido dentro de la cámara de combustión a una relación de compresión muy alta, lo que aumenta significativamente su temperatura.
2. Inyección de combustible: En este punto, el combustible diésel se inyecta en la cámara de combustión a alta presión desde pequeños orificios en el inyector. Debido a la alta temperatura y presión del aire comprimido, el combustible se atomiza y se mezcla íntimamente con el aire.
3. Autoinflamación: A diferencia de los motores de gasolina que requieren una chispa, en el motor diésel, la mezcla de aire y combustible se inflama debido a la alta temperatura generada por la compresión. Este fenómeno se conoce como autoinflamación y hace que el combustible se queme de manera espontánea y rápida.
4. Expansión: La combustión genera una gran presión que empuja hacia abajo el pistón en el cilindro. A diferencia de los motores de gasolina, la expansión es adiabática, lo que significa que no se intercambia calor con el entorno. Esto resulta en un movimiento rectilíneo del pistón.
5. Transmisión de energía: La biela conectada al pistón transmite este movimiento al cigüeñal, que lo convierte en un movimiento de rotación. Es este movimiento rotativo del cigüeñal el que finalmente impulsa el vehículo.
Para que se produzca la autoinflamación, es necesario alcanzar la temperatura de inflamación espontánea del diésel. En condiciones frías, es necesario precalentar el diésel o utilizar combustibles más pesados que los empleados en los motores de gasolina, con una fracción de destilación del petróleo que varía entre 220 a 350 °C (428 a 662 °F) y que se denomina diésel.
Este principio de funcionamiento permite que los motores diésel sean altamente eficientes y adecuados para una variedad de aplicaciones, desde automóviles hasta maquinaria industrial.

## Operación en buques
Así empieza en los buques: antes de la puesta en marcha de un motor diésel principal es necesaria una inspección de los circuitos de refrigeración y lubricación y controlar sus niveles. Antes de su puesta en marcha, se debe poner en funcionamiento un generador eléctrico. Limpiar los filtros de toma de agua de mar, de combustible y de aceite. Se debe hacer funcionar el virador con los grifos abiertos para purgar los cilindros y verificar el nivel de agua de las camisas. Debe precalentarse el combustible en caso de que este sea viscoso, debido a que hay motores donde esto no es necesario porque el fueloil circula permanentemente con un sistema de calentamiento constante, que puede incluir desde precalentadores hasta recubrimiento calefaccionado de las tuberías de alta presión de inyección. Y una vez que se han eliminado todos los bloqueos, poner en funcionamiento el motor acorde a lo indicado por el puente de mando, el cual indicará mediante el telégrafo cuál es la velocidad deseada.

## Ventajas y desventajas

### Ventajas
- Eficiencia en el consumo de combustible: Los motores diésel destacan por su eficiencia en el consumo de combustible en comparación con sus homólogos de ciclo Otto, además de un mayor rendimiento térmico.

- Mayor torque: Los motores diésel ofrecen un mayor torque que un motor homólogo de ciclo Otto, lo que los hace ideales para aplicaciones de alta carga.

- Durabilidad y confiabilidad mecánica: Los motores diésel son conocidos por su fiabilidad mecánica debido a su construcción robusta y su capacidad para funcionar a bajas revoluciones.

- Flexibilidad en el uso de combustibles: Los motores diésel tienen la capacidad de utilizar combustibles alternativos, como biocombustibles y aceites vegetales, lo que los hace más versátiles y sostenibles desde el punto de vista ambiental.

- Mayor capacidad de carga: Permiten un uso con mayor carga que un motor Otto homólogo con el mismo nivel de estrés mecánico.

### Desventajas
- Costo de fabricación: Los motores diésel suelen tener un mayor costo de fabricación debido a su construcción más robusta y a los sistemas de inyección de alta presión.

- Complejidad en el tratamiento de emisiones: Cumplir con las regulaciones de emisiones puede ser más complejo en los motores diésel debido a la necesidad de sistemas avanzados de tratamiento de gases de escape, lo que puede aumentar los costos de mantenimiento.

- Emisiones de partículas: Los motores diésel tienden a producir más partículas finas que pueden ser perjudiciales para la salud humana. Estas partículas pueden contribuir a problemas respiratorios y de calidad del aire.

- Mayor peso: Debido a su construcción más robusta y los componentes adicionales necesarios, los motores diésel suelen ser más pesados que los motores de gasolina, lo que puede afectar al peso total del vehículo y su eficiencia en términos de rendimiento y consumo de combustible.

- Mayor sonoridad: En comparación con los motores de gasolina, los motores diésel tienden a ser más ruidosos, lo que puede afectar al confort acústico en vehículos y entornos urbanos.

En la década de 2010, surgieron críticas hacia los motores diésel debido a su asociación con un aumento en las emisiones de partículas y óxidos de nitrógeno en áreas urbanas. Esta preocupación llevó a la prohibición de vehículos diésel en ciudades como Oslo y París a partir de 2020. Múnich y Madrid también han propuesto eliminar gradualmente los motores diésel para 2025. A pesar de estas medidas, algunos fabricantes, como Mercedes-Benz, han desarrollado motores diésel muy limpios, incluso emitiendo 0 gramos de NOx, y estudios recientes indican que los motores diésel Euro 6 pueden ser más limpios que los de gasolina de inyección directa. La industria también está explorando tecnologías de última generación, como las de Bosch, para reducir aún más las emisiones de óxidos de nitrógeno en los motores diésel.

## Aplicaciones

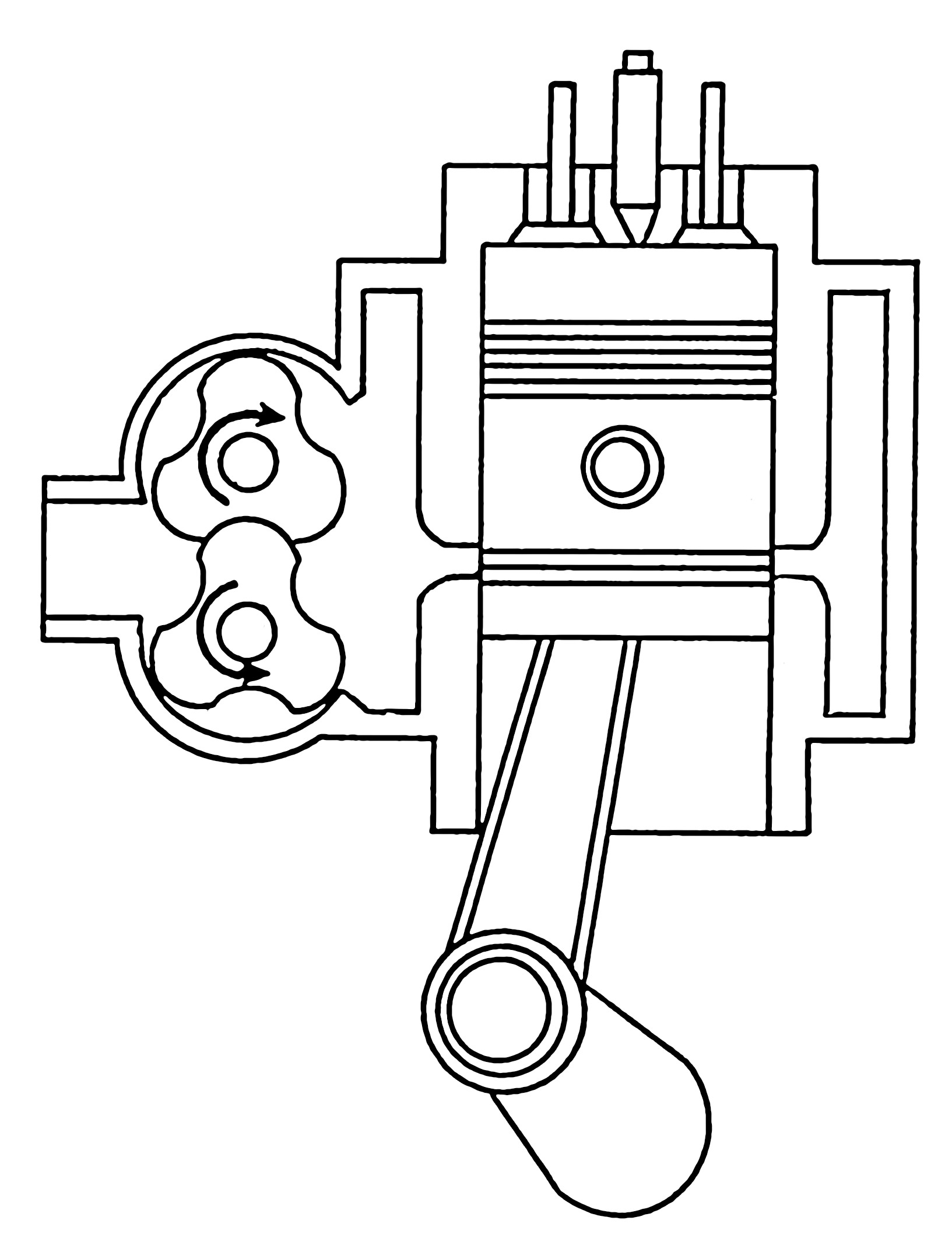
Sección de un diésel de dos tiempos, con las válvulas de escape y el compresor mecánico para las lumbreras de admisión

- Maquinaria pesada o agrícola de cuatro tiempos, camiones de carga, autobuses de corta y larga distancia y algunas furgonetas/furgones.
- Automóviles de turismo y de carreras.
- Ferrocarriles 2T.
- Motor diésel marino de cuatro tiempos hasta una cierta potencia; a partir de ahí, dos tiempos.
- Vehículos de tractor oruga.
- Grupos generadores de energía eléctrica, tales como: centrales eléctricas y de emergencia.
- Accionamiento industrial, tales como: motobombas, compresores, motores estacionarios, entre otros, especialmente de emergencia.
- Motor de combustión interna alternativo, principalmente en aviones pequeños para uso privado, en lugar de motores con AVGAS.